# 中航國際
中航國際控股有限公司（英語：AVIC International Holdings Limited，港交所除牌前：0161.HK）前身為「深圳中航集團股份有限公司」，以及「深圳中航實業股份有限公司」，是中国航空工业集团公司旗下的中国航空技术深圳有限公司持有的公司，於1997年成立的。
深圳中航集團股份經營多項業務，主要在中國生產及銷售液晶顯示器、印製電路板、手錶及鐘錶、開採礦產資源、營運酒店及開發物業。2011年8月，李嘉誠以4021萬港元，購入1140萬股深圳中航集團股份，令持股量由5.45%升至9.56%。
2011年11月，深圳中航集團股份以總代價102億元向大股東中航國際收購從事貿易物流、成套設備、軍工及百貨零售的11間公司，其中包括深圳上市的天虹商場39.52%股權，涉資約78.12億元。
2017年3月12日中航國際旗下從事電子高科技的天馬微電子，落實以112.53億元（人民幣·下同）收購從事平板顯示產銷業務的廈門天馬全部股權以及經營有機發光二極管（OLED）業務的天馬有機60%權益，完成收購及配售後，中航國際持有天馬之股權將由20.81%攤薄至15.16%。

## 外部連結
- CATICSZ.com.cn（页面存档备份，存于）
- AVIC161.com（页面存档备份，存于）